# Earnie Stewart
Earnie Stewart (Veghel, Países Bajos, 28 de marzo de 1969) es un exfutbolista neerlandés de ascendencia estadounidense. Se desempeñaba en la posición de centrocampista.

## Selección nacional
Fue internacional con la selección de fútbol de los Estados Unidos en 101 ocasiones y marcó 17 goles.

### Participaciones en Copas del Mundo
| Mundial                        | Sede                  | Resultado        |
| ------------------------------ | --------------------- | ---------------- |
| Copa Mundial de Fútbol de 1994 | Estados Unidos        | Octavos de final |
| Copa Mundial de Fútbol de 1998 | Francia               | Primera fase     |
| Copa Mundial de Fútbol de 2002 | Corea del Sur y Japón | Cuartos de final |

### Participaciones en Copas América
| Copa              | Sede    | Resultado    |
| ----------------- | ------- | ------------ |
| Copa América 1995 | Uruguay | Cuarto lugar |

### Participaciones en Copas FIFA Confederaciones
| Copa                           | Sede    | Resultado    |
| ------------------------------ | ------- | ------------ |
| Copa FIFA Confederaciones 1999 | México  | Tercer lugar |
| Copa FIFA Confederaciones 2003 | Francia | Primera fase |

### Participaciones en Copas de Oro
| Copa                            | Sede                    | Resultado    |
| ------------------------------- | ----------------------- | ------------ |
| Copa de Oro de la Concacaf 2003 | Estados Unidos y México | Tercer lugar |

## Clubes
| Club              | País           | Año         |
| ----------------- | -------------- | ----------- |
| VVV-Venlo         | Países Bajos   | 1988 - 1990 |
| Willem II Tilburg | Países Bajos   | 1990 - 1996 |
| NAC Breda         | Países Bajos   | 1996 - 2003 |
| D. C. United      | Estados Unidos | 2003 - 2004 |
| VVV-Venlo         | Países Bajos   | 2004 - 2005 |

## Palmarés

### Distinciones individuales
| Distinción                           | Año  |
| ------------------------------------ | ---- |
| Futbolista del Año en Estados Unidos | 2001 |
| Futbolista Honda del Año             | 2001 |